# Xylotrechus goetzi
Xylotrechus goetzi là một loài bọ cánh cứng trong họ Cerambycidae.